# U-183 (1942)
U-183 – niemiecki oceaniczny U-Boot typu IXC/40, zwodowany 9 stycznia 1942 roku w Bremie i przyjęty do służby w Kriegsmarine 1 kwietnia 1942 roku. Podczas II wojny światowej U-183 odbył sześć patroli, w tym dwa na Atlantyku, pozostałe zaś na Oceanie Indyjskim oraz Pacyfiku. Podczas służby operacyjnej zatopił 4 jednostki przeciwnika o łącznym tonażu 19 260 BRT, jedną też – o pojemności 6993 BRT – zniszczył. Okręt został zatopiony 23 kwietnia 1945 roku na Morzu Jawajskim przez amerykański okręt podwodny USS „Besugo” (SS-321), który przechwycił go dzięki wskazaniom amerykańskiej Ultry.
Dwukadłubowa jednostka wypierała 1144 tony na powierzchni oraz 1257 ton w zanurzeniu, a jej podstawowe uzbrojenie stanowiły 22 torpedy kalibru 533 mm przenoszone w sześciu wyrzutniach torpedowych na dziobie i rufie, oraz jako zapas w przedziale torpedowym. Napęd U-183 na powierzchni zapewniały dwa silniki Diesla, w zanurzeniu zaś dwa silniki elektryczne, które pozwalały mu na rozwinięcie prędkości odpowiednio 18,2 węzła na powierzchni oraz 7,3 węzła w zanurzeniu. Nominalnie załoga okrętu składała się z 48 osób.

## Budowa i konstrukcja
Stępkę pod okręt położono 28 maja 1941 roku w stoczni AG Weser w Bremie, gdzie został zwodowany 9 stycznia 1942 roku, po czym przyjęty do służby w Kriegsmarine 1 kwietnia 1942 roku. Jednostka należała konstrukcyjnie do typu IXC/40.
Okręt wypierał 1144 tony na powierzchni oraz 1257 ton w zanurzeniu. Uzbrojenie jednostki stanowiły 22 torpedy wystrzeliwane z 4 wyrzutni kalibru 533 mm na dziobie oraz 2 wyrzutni tego samego kalibru na rufie. Kosztem torped okręt mógł zabrać 66 min. Wyposażony był w jedno działo kalibru 10,5 cm L/45. Otrzymał także działo przeciwlotnicze kal. 3,7 cm oraz jedno działko kal. 2 cm. W późniejszym okresie działo zostało usunięte, zastąpiono je bowiem dodatkowym działkiem przeciwlotniczym. Okręt napędzany był dwoma 9-cylindrowymi czterosuwowymi silnikami wysokoprężnymi MAN M9V40/46 z turbodoładowaniem o łącznej mocy 4400 KM (3300 kW) oraz dwoma silnikami elektrycznymi SSW GU345/34 o łącznej mocy 735 kW. Mógł dzięki temu rozwijać prędkość 18,2 węzła na powierzchni oraz 7,3 węzła w zanurzeniu. Ekonomiczność napędu oraz zapas paliwa pozwalały mu na przebycie 13 850 mil przy prędkości 10 węzłów na powierzchni oraz 63 mil w zanurzeniu przy prędkości 4 węzłów. Załogę okrętu stanowiło zwykle 4 oficerów oraz 44 innych członków personelu.

## Służba
U-183 należał do tzw. Gruppe Monsun – grupy U-bootów, które dzięki ich dużemu zasięgowi od połowy 1943 roku były wykorzystywane do rejsów na Daleki Wschód w celu transportu strategicznie ważnych materiałów. O ile jednak nowsze jednostki typu IX zdolne były do osiągnięcia Penang bez uzupełniania paliwa po drodze, starsze jednostki – jak U-183 – nie miały takich możliwości i wymagały uzupełnienia paliwa zanim minęły Kapsztad. Tymczasem Brytyjczycy uczynili priorytetem zwalczanie niemieckiego systemu zaopatrzenia na morzu. U-183 przeprowadził dotąd jeden patrol na Atlantyku oraz jeden na Karaibach, w każdej z tych misji zatapiając po jednym statku. Na trzeci patrol U-183 został wybrany na jeden z ośmiu pierwszych „okrętów monsunowych”, które powinny zaopatrzyć się w paliwo z „mlecznej krowy” typu XIV w pobliżu Wysp Świętego Piotra i Pawła, po czym odbyć indywidualne patrole na Oceanie Indyjskim. Plan udał się jedynie połowicznie, gdyż okręt zaopatrzeniowy nie dotarł na miejsce spotkania, podobnie jak cztery inne okręty transportowe. Pod dowództwem korvettenkapitana Heinricha Schäfera U-183 spędził ponad miesiąc na Oceanie Indyjskim operując między Seszelami, a wschodnim wybrzeżem Afryki, jednak mimo napotkania w tym rejonie wielu statków, nie udało mu się zatopić żadnego celu. Rozczarowany jego pasywnością – w misji, która kosztowała Rzeszę dużo zasobów i życie wielu ludzi – Karl Dönitz zastąpił go na stanowisku dowódcy okrętu korvettenkapitanem Fritzem Schneewindem, gdy tylko okręt dotarł na Malaje.
U-183 spędził następnie dwa miesiące w stoczni w Singapurze, gdzie rozmontowano jego kil, a wolne przestrzenie w nim zostały wypełnione cyną i wolframem, którego duży deficyt odczuwany był w Niemczech. Wszystkie wolne przestrzenie wewnątrz kadłuba natomiast zostały wypełnione gumą, chininą i opium. Okręt wyszedł ostatecznie z Penangu 10 lutego 1944 roku na patrol w pobliżu Cejlonu, po czym miał udać się do Francji. Spotkał tam brytyjski frachtowiec, który zatopił, podobnie jak uszkodzony wcześniej przez japońską miniaturową łódź podwodną zbiornikowiec, i pod koniec marca wrócił do Penangu. Okręt trapiony był bowiem problemami technicznymi, które zmusiły go do przerwania patrolu. Ponownie na patrol wyszedł w maju, który trwał do czerwca. Udało mu się w tym czasie zatopić jeden statek. U-183 udał się następnie do Japonii, w celu wymiany akumulatorów. Pod koniec lutego 1945 roku jednostka gotowa była do opuszczenia Kobe i udania się w drogę powrotną do Europy, nie była jednak w stanie osiągnąć jej bez tankowania w drodze, tymczasem niemiecki system zaopatrzenia w morzu nie istniał już w tym czasie. Otrzymał wobec tego rozkaz udania się na patrol z Batawi, dokąd okręt przypłynął na początku marca. U-183 nie był jednak gotowy do wyjścia w morze aż do 21 kwietnia 1945 roku. U-Boot otrzymał rozkaz udania się do wschodniego wybrzeża Nowej Gwinei, prawdopodobnie z misją zaopatrzeniową, gdyż został maksymalnie zatankowany dodatkowym olejem napędowym – łącznie ze zbiornikami balastowymi, co w praktyce uniemożliwiało mu zanurzanie. Na białym tle po obu stronach jego kiosku namalowano „Hinomaru”, okręt otrzymał także wielką japońską flagę – prawdopodobnie w celu uniknięcia ataków ze strony sił japońskich.
Nieszczęśliwie dla Niemców, podobnie jak miało to miejsce w przypadku U-537, amerykańska Ultra przechwyciła i odszyfrowała japońskie i niemieckie wiadomości radiowe, zgodnie z którymi U-183 miał wyjść 12 kwietnia z Surabai udając się do Nowej Gwinei. W rzeczywistości niemiecki okręt wyszedł z portu dopiero 21 kwietnia udając się w drogę prosto do Europy. Amerykanie mieli jednak wystarczająco dużo czasu na przygotowania zasadzki, do której zastawienia wyznaczony został USS „Besugo” (SS-321) typu Balao.

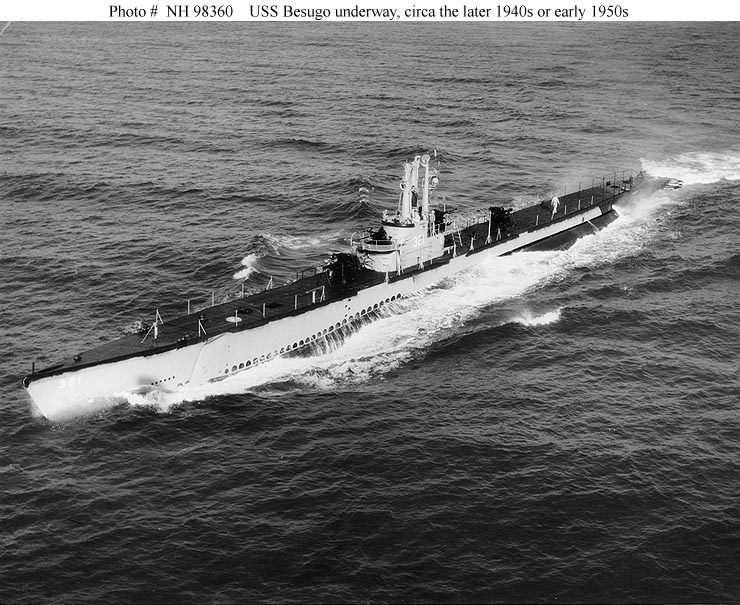
Fleet submarine USS „Besugo” (SS-321) typu Balao.

### Zatopienie
23 kwietnia rano „Besugo” patrolował środkowe Morze Jawajskie w zanurzeniu. O godzinie 13:50 przez peryskop amerykańskiego okrętu dostrzeżono niemiecką jednostkę na kursie 262° mocno zygzakującą pod kątem 50° w każdym kierunku, z ogólnym kursem 85° przy prędkości 10 węzłów. Jednostkę zidentyfikowano jako niemiecki okręt z bardzo dużą japońską flagą na kiosku. O godzinie 14:27 z „Besugo” wystrzelonych zostało wachlarzem sześć torped Mark 18, nastawionych na przebieg na głębokości 2,43 metra (8 stóp) pod kątem 90° na bakburtę. Z odległości 1370 metrów uzyskano jedno trafienie, a niemiecki okręt podwodny zatonął w ciągu 4 sekund.
Dowódca USS „Besugo” wynurzył swój okręt celem odnalezienia rozbitków, jednak w miejscu zatopienia U-Boota (04°34,2′S 112°31,2′E/-4,570000 112,520000) na powierzchni znajdowała się tylko jedna osoba – oficer nawigacyjny i kwatermistrz okrętu Karl Wisniewski, który w momencie trafienia torpedą wraz z 6 innymi osobami znajdował się na mostku. Podjęty z wody rozbitek miał złamaną nogę, obojczyk i żebra. Przeżył jednak, jako jedyny z 56 osób z załogi U-Boota w tym rejsie. U-183 był trzecim U-Bootem zatopionym na Pacyfiku przez alianckie okręty podwodne.
Podczas sześciu odbytych patroli na trzech oceanach, U-183 zatopił cztery statki o łącznym tonażu 19 260 BRT, jeden zaś – o pojemności 6993 BRT – zniszczył.